# Johannes Strijdom
Johannes (Hans) Gerhardus Strijdom (né le 14 juillet 1893 dans la ferme de Klipfontein près de Willowmore dans la colonie du Cap - mort le 24 août 1958 au Cap dans la province du Cap), le « lion du Transvaal » est un avocat et un homme d'État sud-africain, membre du Parti national, député du Waterberg (1929-1958), ministre des Terres et de l'Irrigation (1948-1954) et Premier ministre d'Afrique du Sud (1954-1958).

## Origines
L'origine des Strijdom d'Afrique du Sud remonte à Joost Strijdom, arrivé au Cap en 1686 au service de la compagnie des Indes néerlandaises en tant que cordonnier. Les descendants de son fils, Matthys Stephen Strijdom, sont des trekboers qui migrent dans le centre de l'actuelle Afrique du Sud. Johannes Strijdom, issu de cette branche familiale, nait à Klipfontein  dans la colonie du Cap. Il est le deuxième fils des dix enfants (cinq garçons et cinq filles) de Peter Gerhardus Strijdom (1867-1932) et de son épouse, Ellen Elizabeth Nortier (1871-1938).

## Études
Après l'école primaire dans une école rurale de Willowmore, J.G. Strijdom (Strydom en afrikaans) effectue ses études secondaires au lycée de Franschhoek. Diplômé en 1909, il poursuit des études de lettres au Victoria College de Stellenbosh où il est un membre actif des cercles de débat littéraire et excelle également sur les terrains de sport, notamment de rugby et sur les courts de tennis. Strijdom s'implique notamment dans le mouvement de promotion de l'afrikaans contre l'anglicisation de la société sud-africaine et manifeste fréquemment un patriotisme sud-africain teinté de nationalisme afrikaner. 

## Activités professionnelles
Diplômé d'un Baccalauréat universitaire ès lettres en 1912, il décide d'entrer immédiatement dans la vie active et, étonnant alors toutes ses connaissances, se tourne vers l'agriculture. En 1913, avec son père et son frère aîné, Matthys, il se lance dans l'élevage d'autruches sur sa terre natale mais doit abandonner un an plus tard à la suite de l'effondrement du marché de la plume d'autruche, victime collatérale du déclenchement en Europe de la Première Guerre mondiale.
J.G. Strijdom se rend alors à Pretoria où il a trouvé un emploi dans la fonction publique, au ministère de la Défense. Bien qu'en tant que conservateur calviniste afrikaner, Strijdom devrait sympathiser avec la rébellion Maritz, ses fonctions professionnelles l'oblige à un devoir de réserve. Il est d'ailleurs réquisitionné en décembre 1914 et à sa demande, incorporé au service des ambulances et envoyé au Sud-Ouest africain allemand.
À son retour à Pretoria en 1916, il décide de changer d'orientation professionnelle et de devenir juriste. Il travaille comme commis dans un cabinet d'avocats de Pretoria tout en suivant des études de droit au collège universitaire du Transvaal. 
Diplômé d'un LLB, il est admis en janvier 1918 au barreau du Cap mais il décide finalement d'ouvrir son propre cabinet, non pas dans une grande ville mais en zone rurale. Il va d'abord prospecter du côté de Dullstroom avant de s'établir à Nylstroom dans le nord de la province du Transvaal, sans doute parce que la région lui rappelait le district de Willowmore et la région du Langeberg où il avait grandi. En mai 1918, il y ouvre son cabinet d'avocat. Les premiers temps sont difficiles d'autant plus qu'il tombe gravement malade au cours d'une épidémie de grippe, qui lui laissent un cœur et des poumons fragiles. 
Parallèlement, il rachète une ferme, Elsjeskraal et se lance dans l'élevage de chevaux avec son frère Raymond. En 1923, il est élu président de la Société agricole du Waterberg, fonction qu'il occupera jusqu'en 1929.

## L'ascension politique

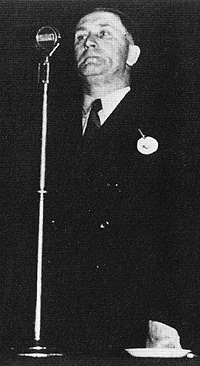
J.G. Strijdom.

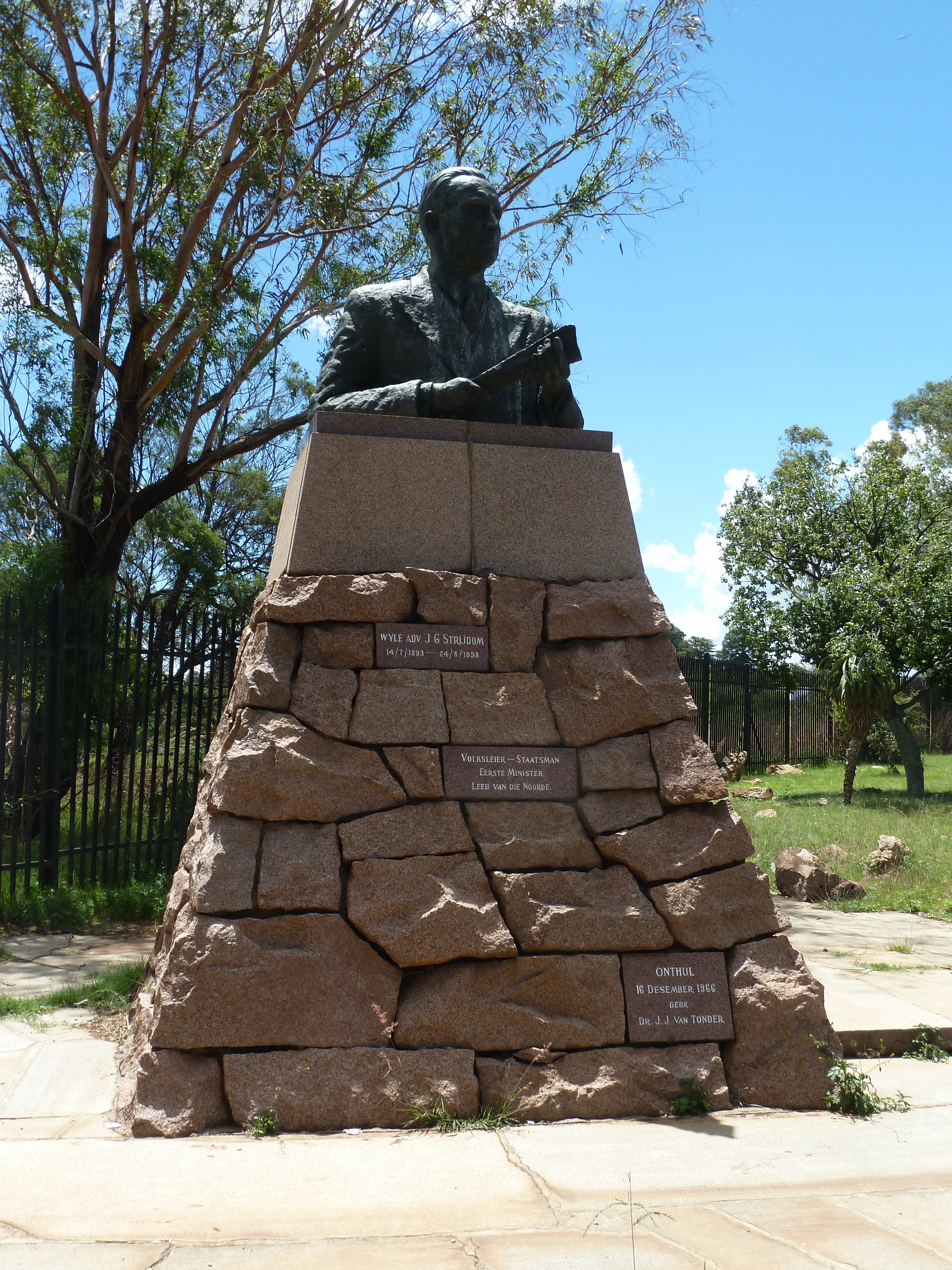
Statue de J.G. Strijdom à Krugersdorp.

Réticent tout d'abord à s'engager politiquement, bien qu'il soit sympathisant du  Parti national de James Barry Hertzog, il s'engage localement dans le district de Waterberg sous l'influence de  P.W. Le Roux van Niekerk, le député de la circonscription. Au côté de ce dernier, Strijdom se familiarise à la vie politique, aux campagnes électorales et organise le parti national au niveau local. Bon orateur, il exprime dès le début un fort sentiment républicain et écrit des articles publiés dans Ons Vaderland où il décrit sa république idéale. Parallèlement, il s'engage dans la lutte pour la pleine reconnaissance de l'afrikaans par l'administration locale du Waterberg à une époque où les seules langues officielles sont l'anglais et le néerlandais. 
Quand P.W. Le R. van Niekerk est élu sénateur, Strijdom est nommé à l'unanimité du caucus local du Parti national pour être le nouveau candidat du parti pour la circonscription de Waterberg. Lors des élections générales sud-africaines de 1929, il est élu député avec 1 156 voix contre 573 à F. P. van Deventer, le candidat du parti sud-africain. Il est réélu sans opposition lors des élections de 1933. 
Si la première intervention de Strijdom au parlement le 29 juillet 1929 est consacrée à l'irrigation, à la conservation et aux ressources en eau de l'Afrique du Sud, ses discours ultérieurs sont beaucoup plus clivants et politiques, qu'il s'agisse d'interventions sur des sujets économiques ou constitutionnels. Passionné et emporté, il affirme ses convictions républicaines et nationalistes et devient l'une des figures de proue de l'aile républicaine du parti national au côté du Dr N.J. van der Merwe. Dans son premier discours majeur consacré à la politique, le 20 mai 1931, Strijdom se fait l'avocat d'une république indépendante de la couronne britannique et participe activement aux débats qui suivent la conférence impériale de Londres sur le nouveau statut de Westminster. 
En 1934, cet admirateur respectueux de J.B.M. Hertzog est toutefois aux côtés de Daniel François Malan, l'un des douze députés qui refusent la coalition nationale avec Jan Smuts. En août 1934, lors de la réunion de la branche transvaalienne du Parti national, Strijdom et une poignée de partisans s'opposent à la résolution demandant la dissolution du Parti national et sa fusion avec le Parti sud-africain de Smuts dans le Parti uni. Finalement ils ne sont que trente-huit délégués à refuser la fusion contre 281 qui l'approuvent. Immédiatement, Strijdom, avec L.J. du Plessis et Mabel Jansen, fonde dans un hôtel de Pretoria le Gehandhaafe Nasionale party (Parti national vigilant), une section prolongeant la vie du Parti national au Transvaal mais débarrassé de sa branche pro-Hertzog. Dans son manifeste, le Parti national vigilant dénonce une fusion qui ne sert que les capitalistes impérialistes et qui ne dispose d'aucun programme respectueux des principes chrétiens. Strijdom est toutefois le seul des trente-trois députés nationalistes du Transvaal à rompre politiquement avec Hertzog et à refuser de rejoindre le Parti uni. Avec ses partisans, il adhère au Parti national purifié de Daniel François Malan, regroupant tous ceux qui ont refusé nationalement la dissolution du Parti national et sa fusion dans le Parti uni. Strijdom est parallèlement recruté par le Broederbond avec plusieurs autres hommes politiques nationalistes après plusieurs attaques politiques lancées par Hertzog en 1935 contre la ligue des frères, décrites par ce dernier comme dangereuse pour la paix civile dans le pays.
Personnalité persévérante et intransigeante, Strijdom a désormais la charge de reconstruire le Parti national dans la province du Transvaal, largement acquise au nouveau Parti uni. Sa charge de travail l'oblige à abandonner son cabinet d'avocat, sa principale source de revenus, et à se consacrer entièrement à son activité politique sans percevoir de compensation financière de la part de son parti. Il s'applique notamment à collecter des fonds pour assurer la situation financière, contribue sur ses propres deniers pour sauver à plusieurs reprises le Parti national de la ruine financière. En 1937, il contribue également à la création de Die Transvaler, l'organe de presse officiel du NP appelé à devenir le principal journal en afrikaans du nord du pays. Il devient également directeur de la maison d'édition Voortrekker Press, dont il dont il présidera le conseil d'administration jusqu'à sa mort. Idéologiquement, Strijdom est un républicain intransigeant dont les convictions sur ce thème institutionnel se heurtent maintes fois avec celles de Malan beaucoup plus souple. Mais il obtient de Malan que le premier programme d'action du Parti national purifié mentionne explicitement comme objectif la constitution d'un État républicain en Afrique du Sud séparée de la Couronne britannique. 
Lors des élections provinciales de 1936, Strijdom mène campagne aux côtés des vingt-quatre candidats que le Parti national présente dans le Transvaal. Au résultat, il remporte 32 000 voix et deux sièges face au Parti uni qui totalise 94 000 voix. 
En 1937, sur fond de grande dépression affectant les classes populaires blanches et afrikaners et montée de la xénophobie envers les nouveaux immigrés européens, le Parti national au Transvaal, dirigé par Strijdom, manifeste son nationalisme afrikaner en adoptant une clause statutaire refusant la carte du parti aux citoyens sud-africains de confession juive. Si la clause est reprise ensuite par le Parti national de l'état libre d'Orange, elle n'est pas reprise par celui du Cap dirigé par Malan.
Lors des élections générales sud-africaines de 1938, Strijdom doit à la fois défendre son siège parlementaire du Waterberg mais aussi, en tant que chef provincial de parti, mener campagne pour les autres candidats du Parti national au Transvaal. Au soir des élections, le Parti national remporte 75 000 voix au Transvaal mais un seul siège, celui de Strijdom, gagné néanmoins avec une marge plus étroite que lors des élections précédentes. 
Au moment du déclenchement de la Seconde Guerre mondiale, Strijdom, comme le Parti national, n'est pas favorable à l'engagement de l'Afrique du Sud aux côtés du Royaume-Uni et prône la neutralité. Si le NP a une position claire et homogène, ce n'est pas le cas du Parti uni où s'affrontent les partisans de la neutralité, autour d'Hertzog, face à ceux de la participation à la guerre aux côtés des Britanniques, réunis autour de Smuts. L'affrontement interne aboutit à une scission et un vote au parlement qui sonne comme un désaveu pour Hertzog, contraint alors de démissionner de ses fonctions de premier ministre. Il ne tarde pas d'ailleurs à quitter le Parti uni avec ses partisans pour rejoindre le Parti national purifié de D.F. Malan désormais réorganisé en Parti national réunifié (Herenigde Nasionale Party ou HNP). Strijdom, qui était cependant opposé à cette réconciliation, doit désormais partager la direction du parti au Transvaal avec le général Jan Kemp, un partisan d'Hertzog. Néanmoins, en peu de temps Strijdom parvient à purger le parti de plusieurs de ses nouveaux adhérents, notamment en refusant les doubles affiliations du HNP avec d'autres mouvements socio-politiques. Ainsi, il s'oppose à Oswald Pirow et seize membres démissionnaires du Parti uni concernant le statut d'Ordre Nouveau et la possibilité d'en être membre en même temps que le HNP. Strijdom parvient à obtenir l'interdiction de cette double affiliation tout comme il parviendra ensuite à l'obtenir pour les membres de l'Ossewabrandwag, une organisation anti-britannique, favorable à la neutralité de l'Afrique du Sud dans le conflit mondial voire à la victoire de l'Allemagne nazie. 

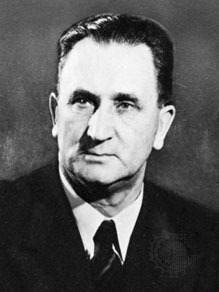
J.G. Strijdom.

En 1943, Strijdom est désormais devenu l'un des cadres les plus importants du HNP. Animé d'une foi austère, Strijdom appartient à une branche fondamentaliste de l'Église réformée néerlandaise (les doppers). Il est convaincu que le peuple afrikaans est investi d'une mission divine pour protéger la race blanche en Afrique du Sud et préconise le baasskap, c’est-à-dire la suprématie blanche. Au sein du Parti national, il s'affirme d'ailleurs comme le chef de file des républicains qui font pression sur Malan pour que la question républicaine revienne au centre de l'actualité politique. Il est d'ailleurs convaincu que la coexistence et la coopération pacifique avec la population anglo-sud-africaine ne peut se faire qu'au sein d'une république. Sur la place des personnes de confession juive en Afrique du Sud, il se rapproche néanmoins des positions de Malan et s'éloigne de celle d'Eric Louw, nettement antisémite. 
Lors des élections générales sud-africaines de 1943, le HNP remporte onze sièges au Transvaal tandis que Strijdom recouvre ses scores d'antan dans le Waterberg. Après la mort du général Kemp en 1946, il redevient le seul chef du parti au Transvaal.  
À la fin de la Seconde Guerre mondiale, les questions raciales commencent à prendre de l'importance pour finir par jouer un rôle dominant dans la vie politique sud-africaine. Le HNP entend répondre par une solution définitive qui a pour nom apartheid sans que le concept soit encore totalement défini et planifié. La séparation territoriale et le refus de la franchise électorale aux populations non blanches est néanmoins au cœur du dispositif défendu avec acharnement par Strijdom. La question de la franchise accordée aux électeurs de couleur de la province du Cap divise néanmoins, au sein du HNP, les anciens partisans d'Hertzog, qui veulent la préserver, des partisans de Strijdom favorables à la suprématie blanche dans une Afrique du Sud séparée des territoires réservés aux populations noires. La question d'une éducation différenciée en fonction de la race est aussi abordée dans ce sens au motif qu'une éducation de niveau identique entre Noirs et Blancs amènerait les premiers à réclamer des droits identiques aux seconds sinon à une confrontation sanglante. Parallèlement, en même temps que la nécessaire union des Afrikaners, Strijdom continue de marteler ses idées sur la nécessité vitale de créer une république en Afrique du Sud, une option plus populaire au Transvaal que chez les Afrikaners de la province du Cap ou du Natal.
La ligne de Strijdom est néanmoins minoritaire et par pragmatisme électoral, Malan conclut une alliance avec le Parti afrikaner de Nicolaas Havenga, plus modéré sur les questions raciales et institutionnelles. Si Strijdom s'oppose à l'accord et tente de le faire échouer, il est cette fois mis en échec, y compris par le congrès du Parti national du Transvaal, qui ratifie l'accord à l'unanimité.

### Ministre dans le gouvernement Malan (1948-1954)

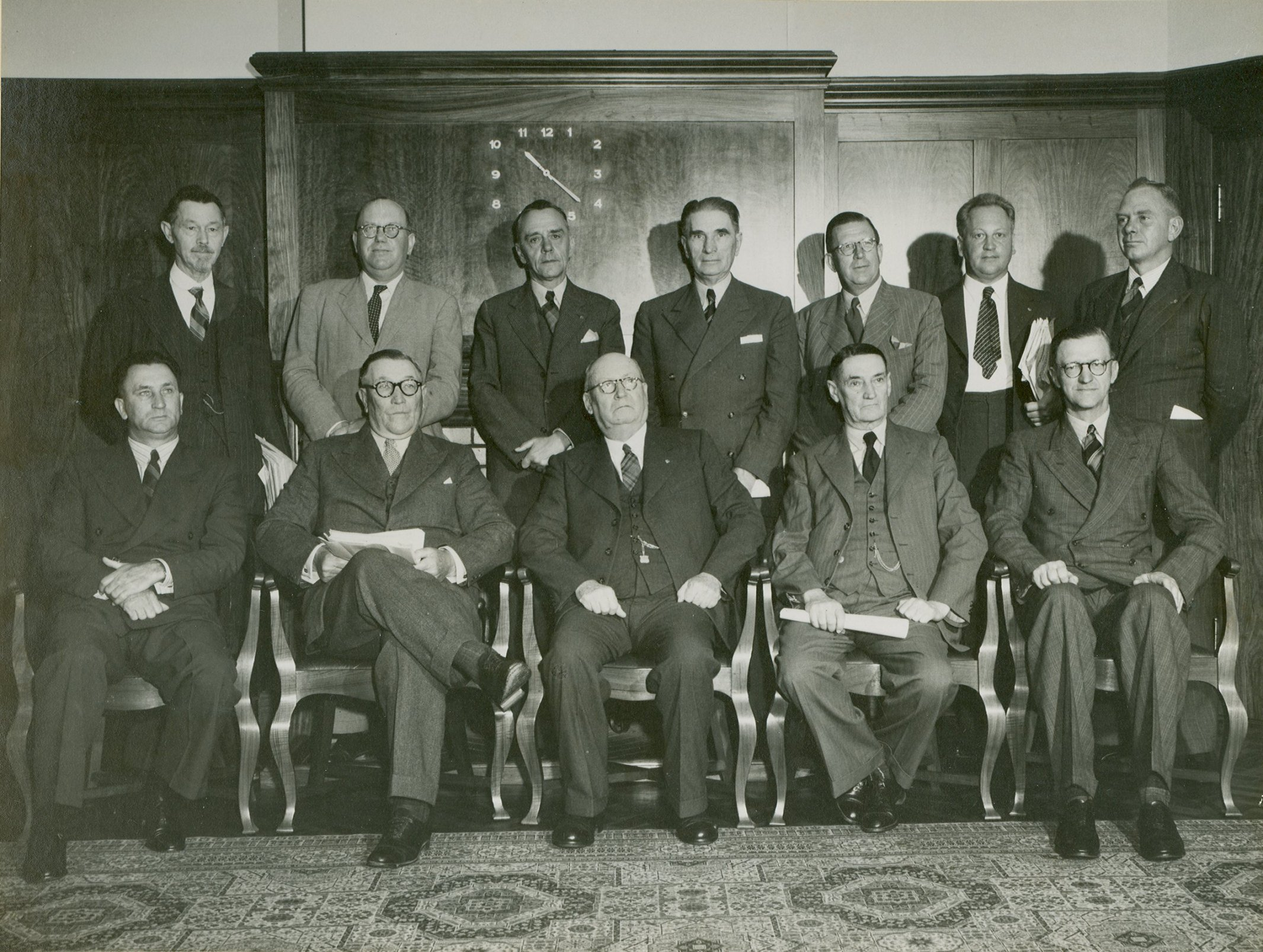
Le 1er gouvernement nationaliste en 1948, dirigé par D.F. Malan
au premier rang : JG Strijdom, Nicolaas Havenga, Daniel François Malan (premier ministre), E.G. Jansen, Charles Swart
Au second rang : A.J. Stals, P.O. Sauer, Eric Louw, S.P. le Roux, Theophilus Dönges, François Christiaan Erasmus et Ben Schoeman.

À la surprise générale, et bien que minoritaire en voix, l'alliance nationale-afrikaner sort victorieuse des élections générales sud-africaines de 1948 en s'arrogeant la majorité des sièges (79 contre 65 au Parti uni et 6 au Parti travailliste). Ce sont d'ailleurs les gains de sièges au Transvaal qui donnent la victoire au HNP.  
Dans le premier gouvernement que forme Daniel François Malan en juin 1948, il n'y a que des Afrikaners, tous membres de l'Afrikaner Broederbond, à l'exception de deux d'entre eux, Eric Louw et Nicolaas Havenga. Seuls trois membres du nouveau gouvernement (Malan, Havenga et Ernest George Jansen) ont déjà eu une expérience ministérielle, les autres sont des novices. Il était de tradition que le cabinet reflète les contributions des différentes provinces à la victoire électorale. En l'occurrence, c'est le Transvaal. Ses représentants nationaux s'attendent donc à obtenir au moins cinq sièges au sein du cabinet. Ils sont particulièrement déçus de constater qu'au contraire, D.F. Malan a écarté cette tradition et préféré répartir les sièges au cabinet en fonction du mérite et des compétences et non en fonction de la représentation provinciale. Ils sont encore plus dubitatifs quand ce principe de nomination au mérite récompense de nombreux intimes de Malan comme Paul Sauer, Theophilus Dönges ou encore François Christiaan Erasmus et que seuls Johannes Strijdom et Ben Schoeman se retrouvent à représenter le Transvaal. Maître des jeux d'appareils, D.F. Malan offre cependant des sièges à leurs partisans d'autres provinces (Charles Swart, Stephanus Petrus le Roux et Eric Louw). J.G. Strijdom est pour sa part nommé ministre des terres et de l'irrigation. À ces fonctions techniques, il développe des projets pour la préservation de l'eau et l'extension des terres agricoles tout en jetant les bases du programme national de la politique de l'eau en Afrique du Sud.
À la fin de la législature, le gouvernement de D.F. Malan a fait approuver les principales lois de l'Apartheid, fait déclarer illégal le parti communiste sud-africain et toute organisation assimilée à un mouvement communiste. Il aura aussi fait un pas vers la République en abolissant le droit d'appel au Conseil privé britannique, en adoptant une loi sur la nationalité et la citoyenneté sud-africaine et en mettant fin à la double allégeance envers le Royaume-Uni et l'Afrique du Sud. En vertu de la nouvelle loi, un sujet britannique devra attendre quatre ans, et non plus deux ans, avant de pouvoir obtenir la citoyenneté de l'Union. Parallèlement, sous la pression des élus transvaaliens du parti, des mesures auront été prises pour freiner l'immigration en provenance de Grande-Bretagne.

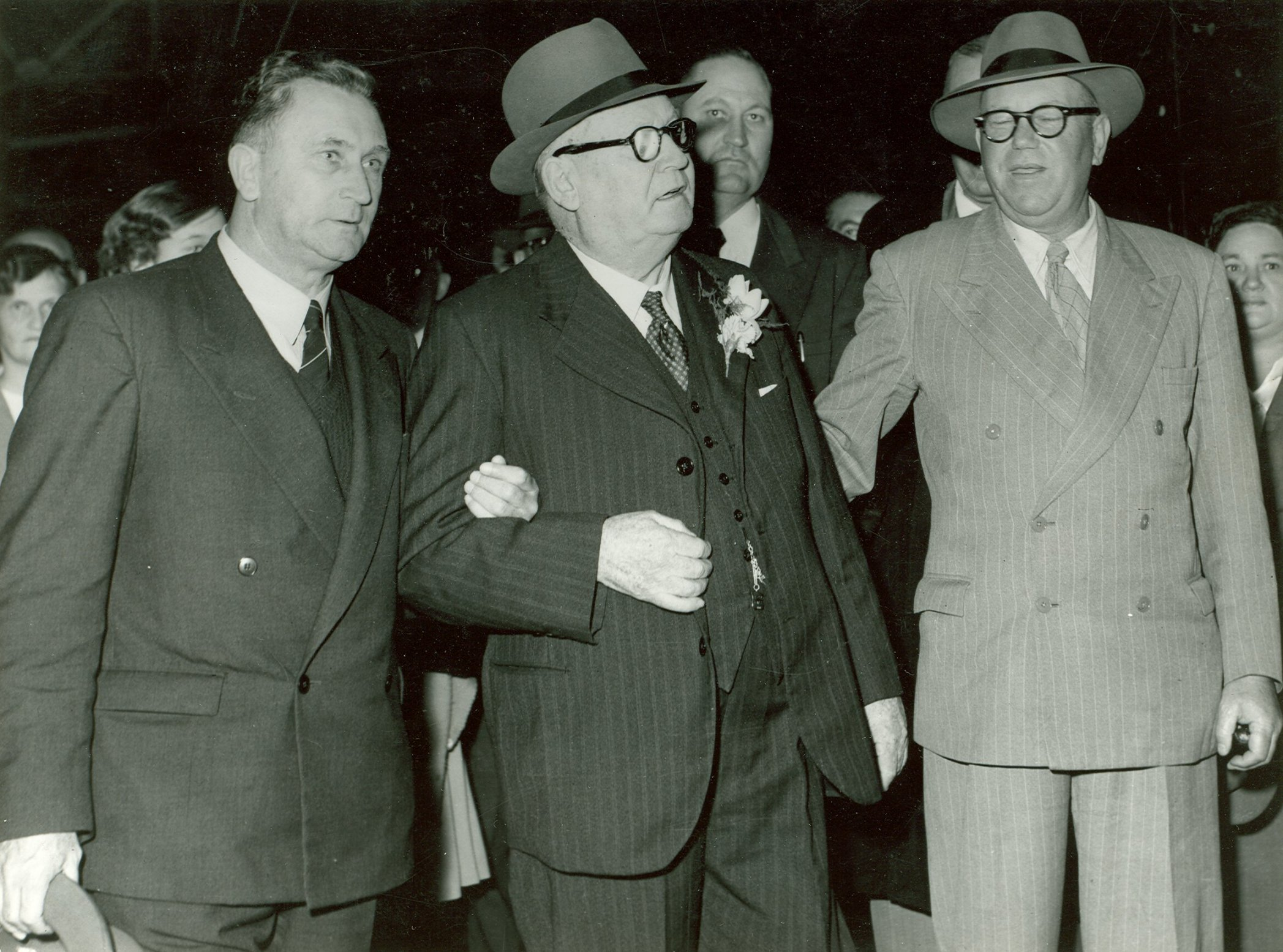
J.G. Strijdom, D.F. Malan et Paul Sauer à Pretoria en 1953 après l'annonce de la deuxième victoire électorale du Parti national.

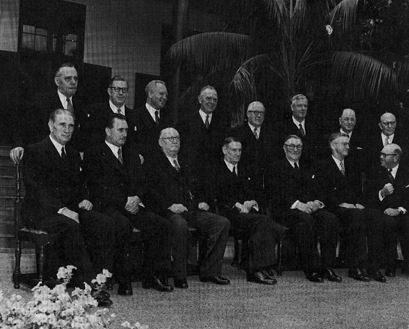
Le gouvernement Malan en 1953
au premier rang : S.P. le Roux, JG Strijdom, Daniel François Malan (premier ministre), E.G. Jansen (Gouverneur), Nicolaas Havenga, Charles Swart et Paul Sauer.
Au second rang : Eric Louw, Theophilus Dönges, F. C. Erasmus, Ben Schoeman, Jozua François Naudé, Hendrik Verwoerd, J. H. Viljoen et Karl Bremer.

En 1951, le Parti national récupère son nom historique à la suite de la fusion entre le parti afrikaner et le HNP. Lors des élections générales sud-africaines de 1953, les gains de sièges au Transvaal où le parti remporte 43 sièges, dont les 23 circonscriptions rurales, permettent à la province de supplanter politiquement la province du Cap et de faire de Strijdom le nouvel homme fort et successeur potentiel de Malan à la direction du parti. 
En novembre 1953, à la surprise générale, D. F. Malan entame un retrait de ses responsabilités politiques en démissionnant de la présidence régionale du Parti national dans la province du Cap. Il déclenche ainsi le début d'une guerre de succession pour la direction régionale du parti qui culminera un an plus tard au niveau national. Pour lui succéder à la direction régionale du Parti national de la stratégique province du Cap, Malan prend immédiatement position en faveur de Theophilus Dönges, le ministre de l'intérieur et fait campagne pour lui avec l'appui de l'Afrikaner Broederbond. Face à Dönges se présente Eric Louw, soutenu par Strijdom. Ce vote est un prélude au choix du successeur de Malan au poste de Premier ministre et ce dernier ne veut pas que ce soit Strijdom parce qu'il l'estime moins apte à représenter l'Afrique du Sud sur le plan international et à pouvoir maintenir ou attirer les investissements étrangers dans le pays. Le congrès du parti, réuni à Port Elizabeth, appuie le choix de Malan et Dönges devient le chef du Parti national de la province du Cap par 195 voix contre 45.
Le 11 octobre 1954, après avoir assisté à l'inauguration de la statue de Paul Kruger sur Church Square à Pretoria, D.F. Malan annonce à ses ministres son intention de se retirer des affaires publiques pour le 30 novembre de la même année. À ce moment, Strijdom est en voyage à l'étranger pour la première fois de sa vie. Il doit écourter son séjour en Europe pour revenir de toute urgence en Afrique du Sud pour postuler au poste de Premier ministre. C'est une confrontation politique qui se joue entre les pragmatiques et les idéologues de l'apartheid, pour qui le développement économique du pays est secondaire par rapport à la survie de la domination afrikaner. Lors de l'annonce de son retrait de la vie publique, D.F. Malan apporte son soutien à Nicolaas Havenga pour lui succéder. Il s'agit bien d'une tentative pour écarter Strijdom de la succession. Mais c'est faire peu de cas du règlement du Parti national selon lequel seul le chef du parti est appelé à diriger le gouvernement en cas de majorité électorale au parlement. D.F. Malan doit se soumettre et un caucus est organisé pour choisir le successeur de Malan. Havenga est cependant âgé et réticent à se soumettre à une campagne électorale interne. Contre toute attente, lors de la dernière réunion de cabinet qu'il préside, D.F. Malan laisse éclater sa rancœur et sa haine envers Strijdom (qui n'est pas encore rentré de son voyage) et affronte directement Hendrik Verwoerd, un des principaux soutiens de Strijdom. Alors que le vieux Premier ministre effectue un véritable plaidoyer pour la candidature de Havenga, qu'il désigne comme un homme d'État et son seul héritier politique, Verwoerd développe toute une contre-argumentation détaillée et reçoit le soutien de Ben Schoeman alors que les partisans de Malan, tels Theophilus Dönges ou Paul Sauer, restent silencieux, vraisemblablement parce que la victoire de Strijdom parait inéluctable.
Quand le caucus du Parti national se réunit à Pretoria, le 30 novembre 1954, Strijdom est finalement le seul candidat. Les partisans de Malan (Dönges, Frans Erasmus, Paul Sauer, Jan Viljoen, Otto du Plessis ou Pieter Botha), conscients que toute résistance est vaine et peut compromettre leur avenir politique et ministériel, ont persuadé Havenga de retirer sa candidature. Strijdom succède ainsi à Malan à la tête du gouvernement, marquant la victoire de la ligne idéologique de Verwoerd.

## Premier ministre d'Afrique du Sud
Strijdom devient, en décembre 1954, le sixième Premier ministre de l'Union de l'Afrique du Sud. Contrairement à ses prédécesseurs, il est le premier d'entre eux intégralement formé au sein de l'Union elle-même, le premier à avoir essentiellement vécu en milieu rural et le premier à avoir connu, en temps de paix, la précarité et des échecs professionnels. 
Quand Strijdom prend ses fonctions, la situation de l'Afrique du Sud s'est internationalement dégradée, notamment parce que sa politique d'apartheid heurte en premier lieu les nouveaux pays décolonisés, de plus en plus nombreux, ainsi que la presse libérale et la presse progressiste occidentale. Celle-ci s'inquiète notamment des antécédents politiques du nouveau premier ministre (New York Herald Tribune, The Times, Daily Herald). Sur fond de guerre froide, le Parti national est également viscéralement anti-communiste même si l'Afrique du Sud entretient encore, et difficilement, des relations diplomatiques avec les pays de l'Est et l'URSS, ceux-ci soutenant plusieurs mouvements de libération nationale d'Afrique australe. 
Entré en fonction, Strijdom remanie tout d'abord le cabinet ministériel qu'il a hérité de Malan. Il resserre son gouvernement autour des éléments les plus radicaux, principalement des « gens du nord » de l'Afrique du Sud, réputés intransigeants comme le Dr Verwoerd ou son beau-frère, Jan de Klerk, le nouveau ministre du Travail. Pour la première fois, le Premier ministre d'Afrique du Sud ne prend pas de portefeuille ministériel et confie les affaires étrangères, traditionnellement liées à son bureau, à Eric Louw, un vieil ami, ancien diplomate, également responsable des finances. Strijdom veut en effet être libre de se consacrer aux affaires nationales. 
S'il est maintenant libre d'avancer son programme républicain, le nouveau premier ministre opte néanmoins pour une approche réaliste et modérée. Strijdom assouplit son nationalisme afrikaner pour préserver la minorité anglophone dont il garantit les droits linguistiques au sein de la république qu'il souhaite voir être fondée non pas à court terme (avant les prochaines élections de 1958) mais à moyen terme. Il admet que certaines questions doivent être résolues préalablement, notamment la manière par laquelle faire adopter le régime républicain (référendum ?) mais aussi la question de l'adhésion au Commonwealth des nations. Néanmoins, il retire au God save the Queen le statut de co-hymne national, laissant ce statut au seul Die Stem van Suid Afrika, tandis que l'Union Jack perd également tout statut officiel. Sous sa mandature, la loi proposant d'abaisser l'âge du droit de vote à 18 ans est également rédigée, favorisant l'électorat de langue afrikaans.
Avec Verwoerd, Strijdom approfondit la politique d'apartheid. Ils mènent ainsi à terme une véritable bataille constitutionnelle, initiée en 1951, pour radier les coloured des listes électorales communes de la province du Cap et instituer des collèges électoraux séparés. Politiquement, la mesure permet de priver le Parti uni et le Parti travailliste de voix déterminantes dans plus de la moitié des cinquante-cinq circonscriptions de la province du Cap. L'échec des organisations blanches opposées à la suppression de la franchise aboutit également à un émiettement des partis blancs opposés à l'apartheid. Le Parti uni connait plusieurs dissidences qui donnent naissance au Parti libéral et à toute une myriade de groupuscules politiques libéraux ou radicaux tels que la ligue anti-républicaine, le Black Sash ou le South African Bond qui ne parviennent pas, ou peu, à se coordonner face au gouvernement. En outre, ils n'arrivent pas non plus à se coordonner avec les mouvements anti-apartheid représentatifs de la population noire. 
Seule la Fédération des femmes sud-africaines (Federation of South African Women - FEDSAW), qui comprend des syndicalistes, des enseignants et des infirmières, est organisée sur une base inter-raciale. Liée au Congrès national africain (ANC), elle joue un rôle important dans la protestation contre l'apartheid (coordination des campagnes contre les laissez-passer, pétitions). Ainsi, en janvier 1956, environ 2 000 femmes de couleurs différentes, parmi lesquelles Lillian Ngoyi et Helen Joseph, défilent sous sa bannière, devant les Union Buildings à Pretoria. Ignoré par le gouvernement Strijdom, la FEDSAW organise une seconde manifestation avec le concours de la Ligue des femmes de l'ANC au mois d'août 1956, au cours de laquelle près de  20 000 femmes défilent contre les laissez-passer, devant les fenêtres de Strijdom. 
Durant la même année, à la suite de l'adoption de la charte de la liberté, énonçant les bases fondamentales des revendications des gens de couleur, 156 membres de l'ANC et des organisations alliées sont arrêtés et accusés de haute trahison. Parmi les accusés se trouvent Albert Luthuli, Oliver Tambo, Walter Sisulu, Nelson Mandela, tous de l'ANC, mais aussi Ahmed Kathrada du South African Indian Congress (SAIC) ou encore Joe Slovo du Parti communiste sud-africain (SACP). L'affaire est très médiatisée,.
Du point de vue économique, l'Afrique du Sud sous le gouvernement Strijdom bénéficie d'une grande prospérité économique et d'une baisse de la dépendance du pays par rapport aux investissements et aux prêts étrangers. 

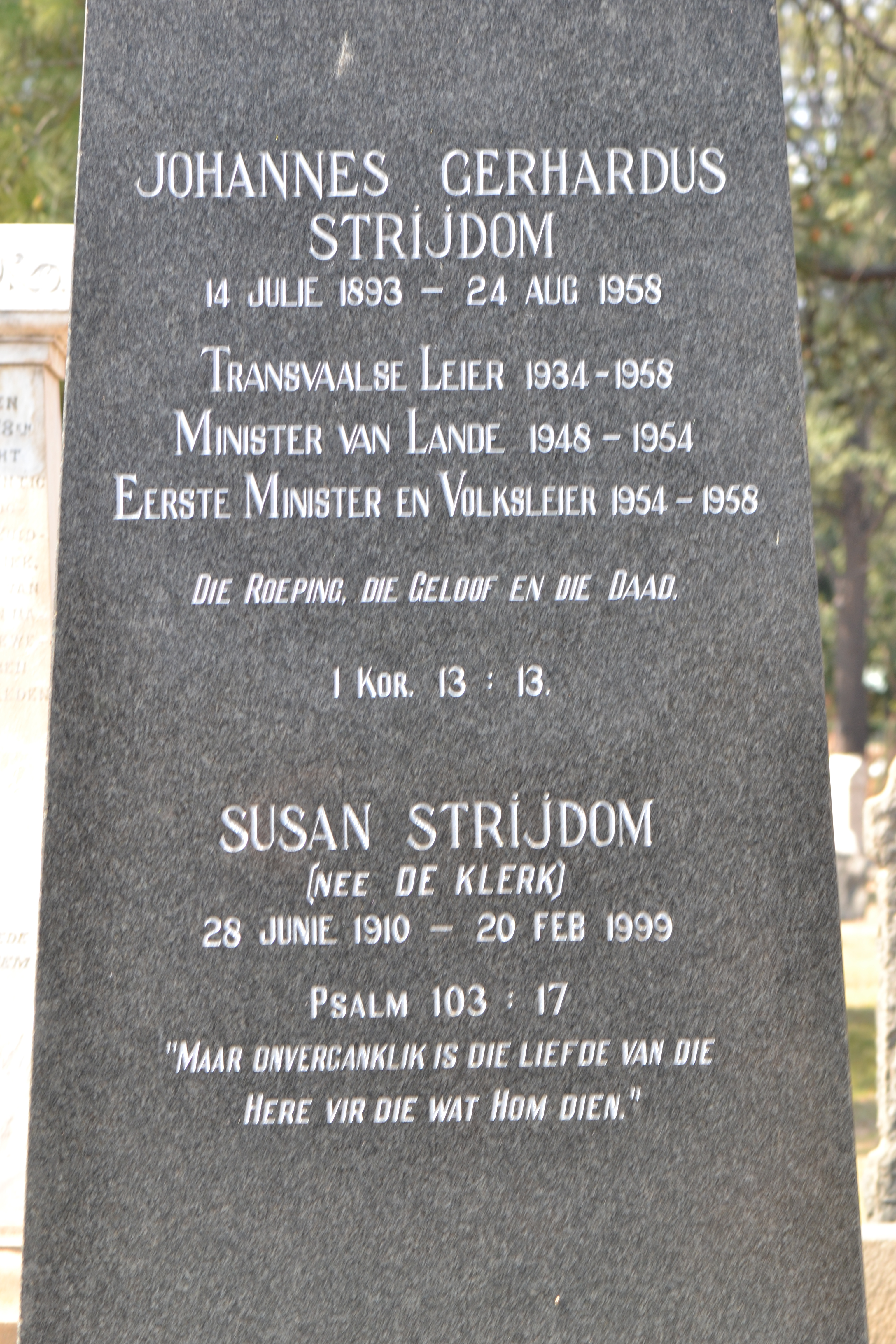
Sépulture de J.G. Strijdom et de son épouse au cimetière de Church Street à Pretoria.

Depuis longtemps de santé fragile, l'état de santé de Strijdom se détériore. En novembre 1957, il contracte une grippe et une pneumonie. Les médecins lui prescrivent de prendre du repos d'autant plus qu'il souffre de dommages mineurs au niveau de sa valve cardiaque. Il n'assiste pas dans ces circonstances à la première session parlementaire de l'année 1958, mais participe à la campagne électorale des élections générales sud-africaines de 1958 qu'il remporte aisément, donnant alors au parti national le meilleur score de son histoire électorale (103 sièges et 55,2 % des voix). 
En août, sa valve cardiaque montre des signes de fatigues. Il est hospitalisé au Volkshospitaal du Cap mais tombe dans le coma. Il meurt le 24 août 1958.
Après un service commémoratif au Cap, sa dépouille mortelle est rapatriée à Pretoria à bord d'un train spécial. Le 30 août 1958, environ 10 000 personnes assistent au service commémoratif à l'Union Buildings avant l'enterrement de Strijdom dans le carré du vieux cimetière de Pretoria près de la tombe du président Paul Kruger.

## Famille
Marié en 1924 et durant moins d'un an avec l'actrice Marda Vanne, J.G. Strijdom se remarie en janvier 1931 avec Susanna de Klerk, sœur de Jan de Klerk et fille de W.J. de Klerk, pasteur de l'église réformée hollandaise à Johannesburg. 
J.G. Strijdom est le père de deux enfants, Estelle et Johannes Gerhardus, ainsi que l'oncle du futur président Frederik de Klerk.

## Représentation de Strijdom dans l'Afrique du Sud post-apartheid
Dans le Sud-Ouest africain, l'aéroport international de Windhoek porta son nom jusqu'à l'indépendance de la Namibie en 1990. 
Dans l'Afrique du Sud post-apartheid, de nombreux artères, édifices et monuments continuent de porter son patronyme à l'instar du principal lycée de Naboomspruit (Hans Strijdom Hoerskool). À Johannesburg, la tour de télécommunication (JG Strijdom tower), située dans le quartier de Hillbrow, a cependant été rebaptisée Telkom Joburg Tower en 2005, tout comme l'hôpital J.G. Strijdom a été renommé Helen Joseph Hospital en 1997.
À Pretoria, l'ancienne market square était rebaptisée Strijdom Square tandis qu'une statue géante en bronze représentant le visage de Strijdom, réalisé par le sculpteur Coert Steynberg, fut inauguré par Susan Strijdom sur ladite place le 31 mai 1972. Le 31 mai 2001, cette sculpture et la coupole qui le surplombait se sont effondrés, victimes de la corrosion et des vibrations provenant de travaux portant sur un parking souterrain situé en dessous de la place. La sculpture, amputée d'une oreille jamais retrouvée, a été alors retirée pour rejoindre le musée consacré à Strijdom, situé dans sa maison de Nylstroom. En 2005, Strijdom square fut rebaptisé Lillian Ngoyi square.
Une statue de Strijdom a été érigée à Krugersdorp tandis qu'une autre statue, réalisée par Danie de Jager (1972), est située à Nylstroom près du vieux camp de concentration boer entre Alfred Nzo street et Kroep street,.

## Sources
- (en) Ali Khan, A. Sherieff et A. Balakishan, Encyclopedia of world geography: The geography of South Africa, vol. 17, New Delhi, Sarup & Sons, 2007, p. 291 et sq.
- (en) Lindie Korf, D.F. Malan: a political biography [« D.F. Malan, une biographie politique »] (Thèse de doctorat), Stellenbosch, Université de Stellenbosch, 2010, 487 p. (lire en ligne).
- Paul Coquerel, L'Afrique du Sud des Afrikaners, Complexes, 1992.